# سمايت
سمايت (بالإنجليزية: Smite)‏ هي لعبة أكشن موبا من منظور الشخص الثالث، صدرت في 25 مارس 2014، وهي متوفرة على أجهزة ويندوز وإكس بوكس ون وبلاي ستيشن 4. اللعبة من تطوير هاي ريز ستوديوز. يتحكم اللاعب بشخصيات اسطورية في حلبة قتال مستخدما قوى الشخصيات واستراتيجيات الفريق من أجل هزيمة شخصيات يتحكم بها لاعبون آخرون بالإضافة إلى التوابع الذين يتحكم بهم الحاسوب.

## وصلات خارجية
- سمايت على موقع IMDb (الإنجليزية)

- الموقع الرسمي